# Ville indépendante
Une ville indépendante ou une cité indépendante est une ville qui ne fait pas partie d'une autre entité gouvernementale au sein d'un État.
Formellement, il s'agit surtout d'un terme utilisé dans le Commonwealth de Virginie aux États-Unis ; cependant, il existe des entités équivalentes dans nombre de juridictions autour du monde.
Une ville indépendante ne doit pas être confondue avec une cité-État (comme Singapour), qui est totalement souveraine et ne fait partie d'aucun autre État-nation.

## Amérique du Nord

### États-Unis
| \| Alexandria (Virginie) · Bristol_(Virginie) · Buena Vista (Virginie) · Charlottesville · Colonial Heights (Virginie) · Covington (Virginie) · Danville (Virginie) · Emporia (Virginie) · Fairfax (Virginie) · Falls Church · Franklin (Virginie) · Fredericksburg (Virginie) · Galax · Hampton (Virginie) · Harrisonburg (Virginie) · Hopewell (Virginie) · Lexington · Lynchburg (Virginie) · Manassas (Virginie) · Manassas Park · Martinsville (Virginie) · Newport News (Virginie) · Norfolk (Virginie) · Norton (Virginie) \| Localisation des villes indépendantes de Virginie. |
| Alexandria (Virginie) · Bristol_(Virginie) · Buena Vista (Virginie) · Charlottesville · Colonial Heights (Virginie) · Covington (Virginie) · Danville (Virginie) · Emporia (Virginie) · Fairfax (Virginie) · Falls Church · Franklin (Virginie) · Fredericksburg (Virginie) · Galax · Hampton (Virginie) · Harrisonburg (Virginie) · Hopewell (Virginie) · Lexington · Lynchburg (Virginie) · Manassas (Virginie) · Manassas Park · Martinsville (Virginie) · Newport News (Virginie) · Norfolk (Virginie) · Norton (Virginie)                                                          |

Aux États-Unis, une cité indépendante ne fait partie d'aucun comté. Les comtés ayant été, historiquement, une institution gouvernementale importante au sein des États-Unis, les cités indépendantes sont relativement rares à l'exception du Commonwealth de Virginie, dont la Constitution fait un cas particulier. La fusion d'une cité et d'un comté est en effet plus habituelle.
Sur un total de 41 cités indépendantes aux États-Unis, 38 se situent en Virginie. Les trois autres sont Baltimore (dans le Maryland), Saint-Louis (dans le Missouri) et Carson City (dans le Nevada).
Selon les standards américains, les comtés sont les divisions administratives de base du pays. Dans certains États, on trouve des entités équivalentes aux comtés d'un point de vue légal et statistique. En Louisiane, on rencontrera ainsi des parishes (« paroisses »). En Alaska, il s'agira de boroughs. Dans les États du Maryland, du Missouri, du Nevada et de la Virginie, on rencontrera des Independent Cities (« cités indépendantes »).
Dans d'autres États, on peut aussi trouver des cités-comtés consolidées où, bien que la cité et le comté soient nominalement distincts, un unique gouvernement local dirige les deux. C'est par exemple le cas d'Unigov (en), dirigeant à la fois la ville d'Indianapolis et le comté de Marion dans l'Indiana. Cela les distingue des cités  indépendantes, où il n'existe aucun comté auquel appartient la cité.

## Europe

### Allemagne
Voir aussi : Liste des villes-arrondissements d'Allemagne.
En Allemagne quelques Länder ont des villes indépendantes (Stadtkreis) ou ville-arrondissements (Kreisfreie Stadt).
Quelques exemples :
- Cologne
- Francfort-sur-le-Main
- Leipzig
- Munich
- Wilhelmshaven
- Speyer

### Autriche
En Autriche existe aussi un concept semblable dénommé ville statutaire (Statutarstadt).

### France
Le 1er janvier 2015, la Métropole de Lyon est érigée en collectivité territoriale à statut particulier, englobant les compétences du département du Rhône sur son territoire.
Depuis le 1er janvier 2019, la Ville de Paris regroupe les anciens département et commune de Paris en une entité unique ayant le statut de collectivité territoriale à statut particulier.

### Pologne
La Pologne compte, depuis le 1er janvier 2003, 65 villes indépendantes :
- Voïvodie de Silésie (19) :
  - Bielsko-Biała
  - Bytom
  - Chorzów
  - Częstochowa
  - Dąbrowa Górnicza
  - Gliwice
  - Jastrzębie-Zdrój
  - Jaworzno
  - Katowice
  - Mysłowice
  - Piekary Śląskie
  - Ruda Śląska
  - Rybnik
  - Siemianowice Śląskie
  - Sosnowiec
  - Świętochłowice
  - Tychy
  - Zabrze
  - Żory

- Voïvodie de Basse-Silésie (3) :
  - Jelenia Góra
  - Legnica
  - Wrocław

- Voïvodie de Cujavie-Poméranie (4) :
  - Bydgoszcz
  - Grudziądz
  - Toruń
  - Włocławek

- Voïvodie de Lublin (4) :
  - Biała Podlaska
  - Chełm
  - Lublin
  - Zamość

- Voïvodie de Lubusz (2) :
  - Gorzów Wielkopolski
  - Zielona Góra

- Voïvodie de Łódź (3) :
  - Łódź
  - Piotrków Trybunalski
  - Skierniewice

- Voïvodie de Petite-Pologne (3) :
  - Cracovie
  - Nowy Sącz
  - Tarnów

- Voïvodie de Mazovie (5) :
  - Ostrołęka
  - Płock
  - Radom
  - Siedlce
  - Varsovie

- Voïvodie d'Opole (1) :
  - Opole

- Voïvodie des Basses-Carpates (4) :
  - Krosno
  - Przemyśl
  - Rzeszów
  - Tarnobrzeg

- Voïvodie de Podlachie (3) :
  - Białystok
  - Łomża
  - Suwałki

- Voïvodie de Poméranie (4) :
  - Gdańsk
  - Gdynia
  - Słupsk
  - Sopot

- Voïvodie de Sainte-Croix (1) :
  - Kielce

- Voïvodie de Varmie-Mazurie (2) :
  - Elbląg
  - Olsztyn

- Voïvodie de Grande-Pologne (4) :
  - Kalisz
  - Konin
  - Leszno
  - Poznań

- Voïvodie de Poméranie occidentale (3) :
  - Koszalin
  - Szczecin
  - Świnoujście.

## Asie

### Chine
En Chine, les villes-préfectures et les villes sous-provinciales sont au 2e degré de la hiérarchie administrative, sous la province.

### Indonésie
En Indonésie, certaines villes ont le statut de kota, équivalent à celui de subdivision de province. Le territoire de Jakarta, la capitale, a un statut équivalent à celui de province.

### Japon
Les villes du Japon les plus importantes, dépassant les 200 000 habitants, au poids économique et industriel important et disposant d'une influence sur la région ou même internationalement reconnue, sont réparties en trois catégories spéciales :
- Villes spéciales : plus de 200 000 habitants.
- Villes noyaux (中核市, Chūkakushi?) : plus de 300 000 habitants et un territoire d'au moins 100 km2.
- Villes désignées par ordonnance gouvernementale, plus généralement désignées sous le nom de villes désignées (指定都市, Shitei toshi?) ou villes d'ordonnance gouvernementale (政令市, Seirei shi?) : elles doivent avoir plus de 500 000 habitants et être reconnues comme une métropole régionale, nationale ou internationale. Elles sont les seules villes à être divisées en arrondissements.